# David Childs

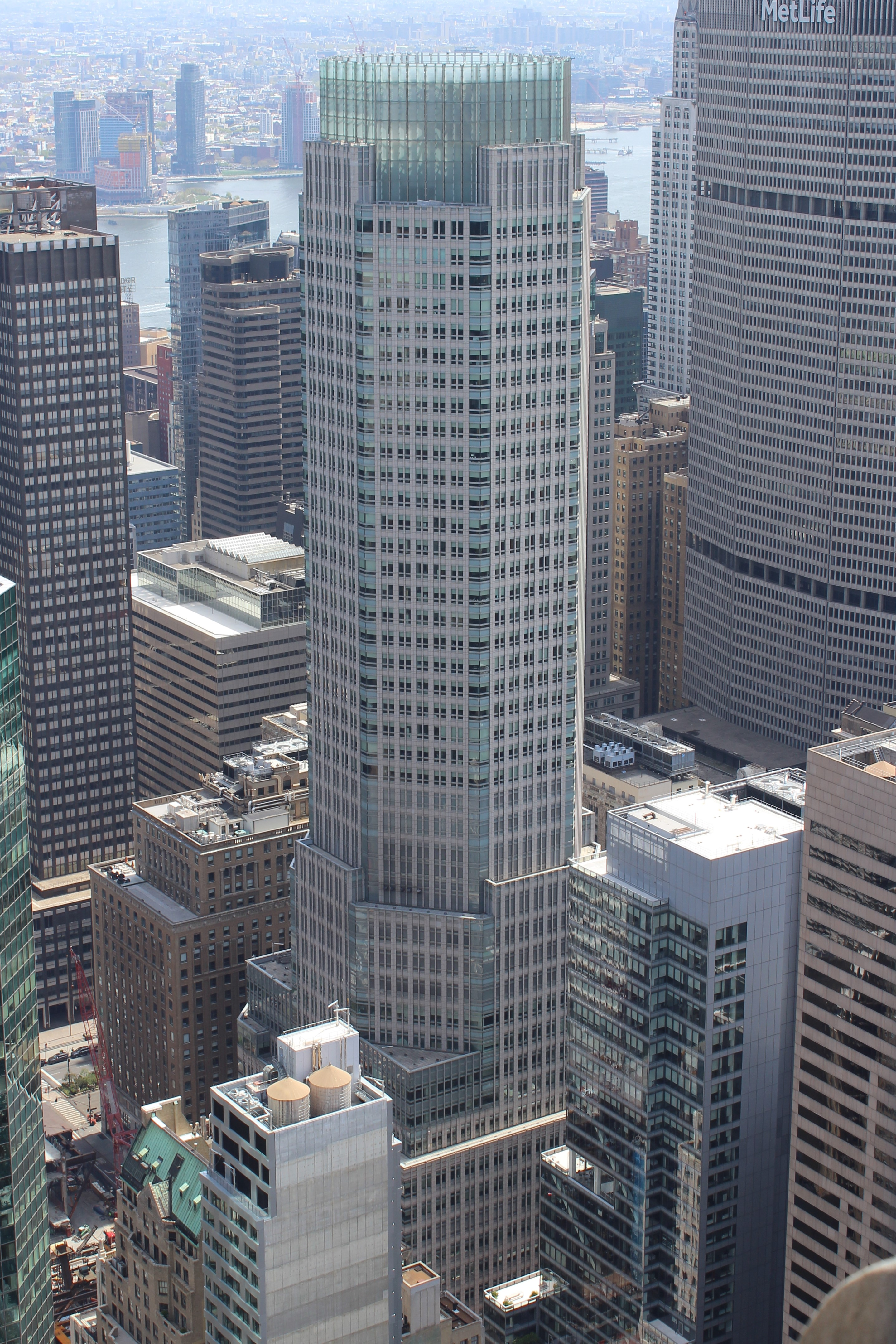
383 Madison Avenue.

David Magie Childs (Princeton, 1 de abril de 1941 – 26 de marzo de 2025) fue un arquitecto estadounidense y presidente del estudio de arquitectura Skidmore, Owings & Merrill. Es el arquitecto del One World Trade Center en la ciudad de Nueva York.

## Primeros años y educación
Childs se graduó de la Academia Deerfield en Deerfield, Massachusetts, en 1959 y de la Universidad Yale en New Haven, Connecticut, en 1963. Primero se especializó en zoología antes de dedicarse a la arquitectura en la Escuela de Arquitectura de Yale y obtuvo su maestría en 1967.

## Carrera
Childs se incorporó a la oficina de SOM de Washington, D. C. en 1971, después de trabajar con Nathaniel Owings y Daniel Patrick Moynihan en los planes para la remodelación de la Avenida Pensilvania. Childs fue socio de diseño de la firma en Washington hasta 1984, cuando se trasladó a la oficina de Nueva York.
Childs fue presidente de la Comisión Nacional de Planificación de la Capital entre 1975 y 1981 y fue designado miembro de la Comisión de Bellas Artes de los Estados Unidos en 2002, donde ocupó el cargo de presidente entre 2003 y 2005. Recibió el Premio Roma en 2004, fue nombrado miembro senior del Design Futures Council en 2010 y ha sido miembro de las juntas directivas de la Municipal Art Society, el Museum of Modern Art y la Academia Americana en Roma.

## Proyectos de Skidmore, Owings & Merrill

### Washington D. C. (1971-1985)
- Metro Center (1976)
- Anteriormente el edificio Daon, ahora el Banco Interamericano de Desarrollo, 1300 New York Avenue, NW (1984)
- Sede de National Geographic, M Street building (1985)
- Hoteles Four Seasons (1979), Regent, and Park Hyatt Washington (1986)
- Sede de U.S. News & World Report
- University Yard, restauración de 1985-1986, Universidad George Washington

### Nueva York (1984-presente)

#### Completados
- One Worldwide Plaza, 825 8th Avenue (1989)
- Bertelsmann Building, 1540 Broadway (1990)
- 383 Madison Avenue (2002)
- Time Warner Center, Columbus Circle (2003)
- Times Square Tower, 7 Times Square (2004)
- 7 World Trade Center, 250 Greenwich Street (2006)
- One World Trade Center (2014)
- 450 Lexington Avenue (over the Grand Central Station Post Office at Grand Central Terminal)
- One North End Avenue, 300 Vesey Street (1997)
- Edificio de Llegadas Internacionales del Aeropuerto Internacional John F. Kennedy
- Nueva Estación Pensilvania (Moynihan Train Hall) en el James A. Farley Building

#### Planeados
- La nueva Bolsa de Nueva York.
- Renovación de Lever House, 390 Park Avenue

### Otras ubicaciones
- Embajada de los Estados Unidos, Ottawa (1999)